# Křídla vášně
Křídla vášně (v originále The Wings of the Dove) je britsko-americký dramatický film z roku 1997. Režisérem filmu je Iain Softley. Hlavní role ve filmu ztvárnili Helena Bonham Carter, Alison Elliott, Linus Roache, Elizabeth McGovern a Charlotte Rampling.

## Ocenění
- BAFTA, nejlepší kamera
- BAFTA, nejlepší masky

Film byl dále nominován na 4 Oscary, 1 Zlatý glóbus, 3 ceny BAFTA a dvě ceny SAG Award. Film získal dalších 14 ocenění a 24 nominací.

## Obsazení
| Helena Bonham Carter | Kate Croy       |
| Alison Elliott       | Milly Theale    |
| Linus Roache         | Merton Densher  |
| Elizabeth McGovern   | Susan Stringham |
| Charlotte Rampling   | teta Maude      |
| Michael Gambon       | Lionel Croy     |
| Alex Jennings        | Lord Mark       |
| Ben Miles            | novinář         |